# Plozévet
Plozévet (tiếng Breton: Plozeved) là một xã của tỉnh Finistère, thuộc vùng Bretagne, miền tây bắc Pháp.

## Dân số
Người dân ở Plozévet được gọi là Plozévetiens.